# Sint-Ludwigkapel
De begraafplaatskapel St. Ludwig is een kapel in Vlodrop-Station in de gemeente Roerdalen in de Nederlandse provincie Limburg. De begraafplaatskapel ligt ten noorden van Vlodrop-Station in het bos ten westen van het voormalig Kolleg St. Ludwig in het Nationaal Park De Meinweg. Naast de kapel ligt de begraafplaats van het voormalig College St. Ludwig / Kolleg St. Ludwig. De begraafplaatskapel is gewijd aan Lodewijk van Toulouse.

## Geschiedenis
In 1909 werd de begraafplaatskapel gebouwd, gelijktijdig met de bouw van het College St. Ludwig (een klooster met jongensinternaat van de paters Franciscanen), naar het ontwerp van de pater-architect Th. Borren. Op deze begraafplaats werden de paters-docenten, scholieren en andere bewoners van het College St. Ludwig begraven. Ook is er een Noorse piloot begraven die tijdens de Tweede Wereldoorlog in de buurt met zijn vliegtuig werd neergehaald. Tevens liggen er diverse bewoners van het gehucht Vlodrop-Station begraven die zijn overleden tijdens of vlak na de Tweede Wereldoorlog.
Met de verkoop van het College St. Ludwig aan de Stichting MERU/MVU in 1984 werd de begraafplaats en de begraafplaatskapel eigendom van Staatsbosbeheer.
In 2012 werd de begraafplaatskapel in opdracht van Staatsbosbeheer gerestaureerd. Er werd o.a. geadviseerd door de Monumentenwacht. Het gehele dak en een aantal verzakte muurdelen werden hersteld. De dakvlakken werden weer voorzien van natuurstenen leien. In de nabije toekomst zal het prachtige muurschilderwerk van het interieur weer worden hersteld.

## Opbouw
De bakstenen kapel in neogotische stijl heeft een kruisvormig grondplan en wordt gedekt door een zadeldak met op de kruising een dakruiter.

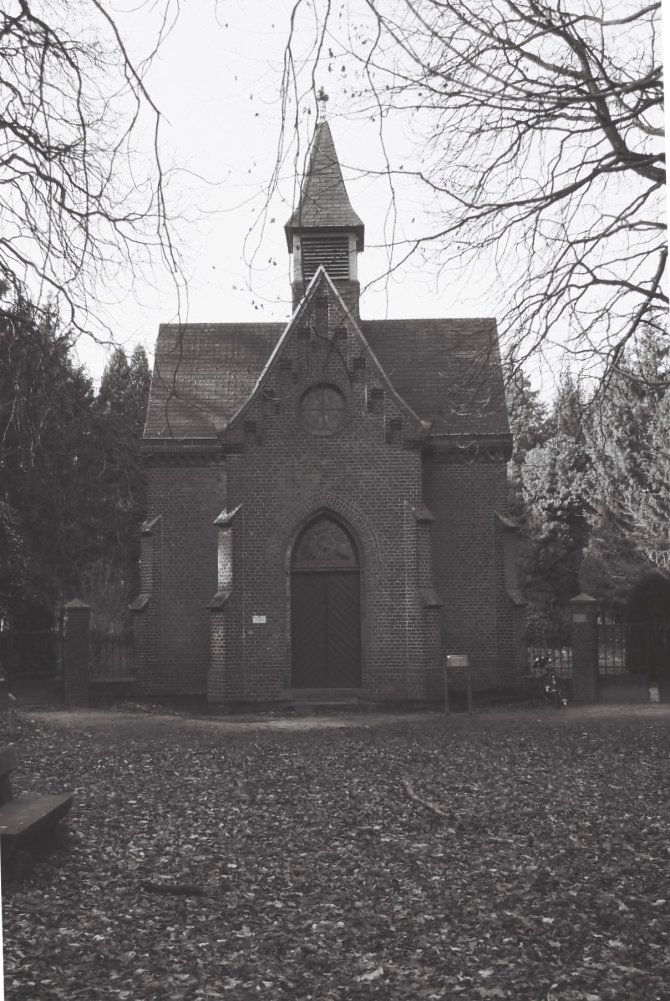